# Mishary Rashid Alafasy
Mishary Rashid Alafasy (árabe: الشيخ مشاري بن راشد العفاسي  transl:. Mushāry Rashīd Alāfasy ; Quaite, 5 de setembro de 1976) é um Qari, Imã e cantor munshid (aquele que canta nasheed).
Alafasy nasceu em 1976 na cidade de Kuwait, fez Estudos Islâmicos na Universidade Islâmica de Medina na Arábia Saudita na especialização das leituras e traduções do Alcorão Sagrado. Também estudou o livro sagrado islâmico no Colégio do Sagrado Alcorão. Foi certificado por vários estudiosos do Corão e recitava antes de vários qaris renomados.
O Sheikh Mishary tem dois espaços televisivos especializados na recitação do Alcorão, a TV Alafasy e Alafasy Q.
Ele é casado e tem duas filhas.
Também é apelidado de Abu Nora (árabe: أبو نورة  transliterado: Abū Nurah em tradução: Pai de Nora)
Atualmente Sheikh Mishary Al Afasy, é o imame da Grande Mesquita (ou Masjid Al-Kabir) na cidade de Kuwait, nessa mesquita Mishary lidera as orações Taraweh durante o Ramadan.